# Francesca Marcon
Francesca Marcon (Conegliano, 9 luglio 1983) è un'ex pallavolista italiana, nel ruolo di schiacciatrice.

## Carriera

### Club
La carriera di Francesca Marcon inizia nel 1997 nella Spes Conegliano, in Serie B2: con la squadra veneta resta per ben tredici stagioni consecutive, disputando per tre volte il campionato di Serie A2 e a partire dalla stagione 2008-09 quello di Serie A1.
Nella stagione 2010-11 viene ingaggiata dal Busto Arsizio, in Serie A1, club con cui rimane per cinque annate vincendo nella stagione 2011-12 la Coppa CEV, la Coppa Italia e lo scudetto, e nella stagione seguente la Supercoppa italiana.
Nell'annata 2015-16 passa al River di Piacenza, dove resta per due annate, mentre nella stagione 2017-18 si accasa al Bergamo. Per il campionato 2018-19 veste la maglia del Casalmaggiore, sempre in Serie A1.
Per la stagione 2019-20 viene annunciato il suo ingaggio da parte della VolAlto Caserta, neopromossa in Serie A1: tuttavia, ancor prima dell'inizio delle attività, rescinde il contratto dalla formazione campana e si accasa al Cuneo Granda pur senza essere tesserata dalla formazione piemontese; nel febbraio 2020 torna quindi in campo con la Giorgione, impegnata in Serie B1, con cui tuttavia disputa una sola partita prima della chiusura anticipata della stagione a causa della pandemia di COVID-19.
Torna a calcare i campi della massima serie già nell'annata seguente, quando fa ritorno al club di Bergamo; non cambia città nemmeno nella stagione 2021-22 in quanto, alla chiusura della società orobica, passa alla neonata Bergamo 1991, tuttavia a causa di una pericardite riscontrata nel periodo estivo è costretta ad un prolungato periodo di stop che porta, nel novembre 2021, all'interruzione del suo contratto con il club lombardo e al ritiro dalla pallavolo giocata.

### Nazionale
Nel 2009 ottiene le prime convocazioni nella nazionale italiana, con cui vince, nello stesso anno, la medaglia d'oro ai XVI Giochi del Mediterraneo.

## Palmarès

### Club
- Campionato italiano: 1

2011-12
- Coppa Italia: 1

2011-12
- Supercoppa italiana: 1

2012
- Coppa CEV: 1

2011-12

### Nazionale (competizioni minori)
- Montreux Volley Masters 2009
- Giochi del Mediterraneo 2009
- Piemonte Woman Cup 2010